# Айл-оф-Вайт (округ, Вірджинія)
Шаблон:StateAbbr_ 36°55′ пн. ш. 76°43′ зх. д. / 36.91° пн. ш. 76.71° зх. д.
Округ Айл-оф-Вайт (англ. Isle of Wight County) — округ (графство) у штаті Вірджинія, США. Ідентифікатор округу 51093.

## Демографія
За даними перепису 2000 року загальне населення округу становило 29728 осіб, зокрема міського населення було 10081, а сільського — 19647. Серед мешканців округу чоловіків було 14538, а жінок — 15190. В окрузі було 11319 домогосподарств, 8672 родин, які мешкали в 12066 будинках. Середній розмір родини становив 2,99.
Віковий розподіл населення поданий у таблиці:
| Стать    | До 15 років | 15-21 | 22-29 | 30-39 | 40-49 | 50-65 | 65-85 | Понад 85 |
| -------- | ----------- | ----- | ----- | ----- | ----- | ----- | ----- | -------- |
| Чоловіки | 3245        | 1302  | 1029  | 2196  | 2559  | 2646  | 1487  | 74       |
| Жінки    | 2989        | 1195  | 1161  | 2383  | 2685  | 2700  | 1812  | 265      |

## Суміжні округи
- Ньюпорт-Ньюс — північний схід
- Саффолк — південний схід
- Саутгемптон — захід
- Франклін — південний захід
- Саррі — північний захід

## Виноски
1. ↑  Gazetteer
2. ↑  Library of Congress Library of Congress Name Authority File
3. ↑  U.S. Decennial Census. United States Census Bureau. Архів оригіналу за 26 квітня 2015. Процитовано 3 січня 2014.
4. ↑  Historical Census Browser. University of Virginia Library. Архів оригіналу за 11 серпня 2012. Процитовано 3 січня 2014.
5. ↑  Population of Counties by Decennial Census: 1900 to 1990. United States Census Bureau. Архів оригіналу за 15 грудня 2013. Процитовано 3 січня 2014.
6. ↑  Census 2000 PHC-T-4. Ranking Tables for Counties: 1990 and 2000 (PDF). United States Census Bureau. Архів (PDF) оригіналу за 18 грудня 2014. Процитовано 3 січня 2014.
7. ↑  State & County QuickFacts. United States Census Bureau. Архів оригіналу за 6 червня 2011. Процитовано 3 січня 2014. [Архівовано 2011-06-06 у Wayback Machine.](англ.) Наведено за англійською вікіпедією.
8. ↑  American FactFinder. Бюро перепису населення США. Архів оригіналу за 26 лютого 2012. Процитовано 31 січня 2008. [Архівовано 2008-05-21 у Wayback Machine.]

| США | Це незавершена стаття з географії США. Ви можете допомогти проєкту, виправивши або дописавши її. |